# Ernst Majer-Leonhard
Ernst Majer-Leonhard (* 13. Juli 1889 in Frankfurt am Main; † 9. Juli 1966 in Falkenstein im Taunus) war ein deutscher Pädagoge und Oberstudiendirektor.

## Ausbildung und Wirken

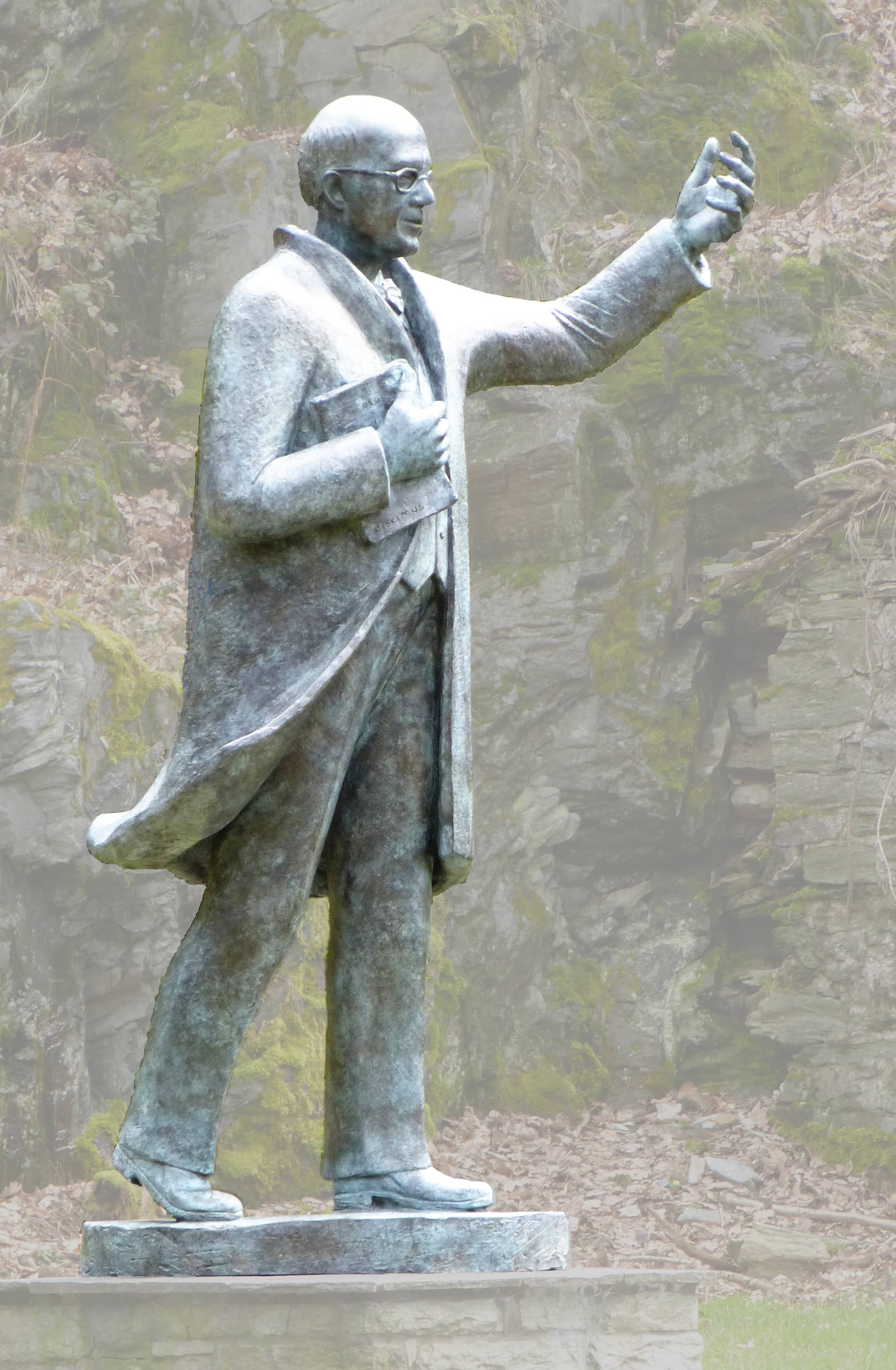
Denkmal auf dem Grundstück des abgerissenen „Alten Schülchens“ am Klärchenweg in Königstein. (Bronzestatue von Eike Stielow, 1996)

Majer-Leonhard besuchte das Lessing-Gymnasium in Frankfurt am Main, wo er 1908 die Abiturprüfung ablegte. Anschließend studierte er alte Sprachen, antike Kunst und evangelische Religion in München, wo er 1913 zum Dr. phil. promoviert wurde. Im Ersten Weltkrieg diente er in der Abteilung Kriegsgeschichte des Generalstabes.
Nach 1918 gehörte er zu den Gründern der studentischen Volksbildungsbewegung und engagierte sich für die Arbeiterbildung. Er hielt regelmäßig Vorlesungen für den Frankfurter Bund für Volksbildung und war bis 1938 pädagogischer Berater der Frankfurter Zeitung. 1921 wurde er nach kurzer Assessorzeit Studienrat am Frankfurter Goethe-Gymnasium, wechselte jedoch im gleichen Jahr an das altsprachliche Lessing-Gymnasium, seine ehemalige Schule. Dort wurde er 36-jährig 1926 Direktor als Nachfolger von Friedrich Neubauer. Er war der erste gebürtige Frankfurter in diesem Amt.
Majer-Leonhard wollte das humanistische Bildungsideal dieses traditionsreichen Frankfurter Gymnasiums fördern, indem er es mit Gedanken der preußischen Schulreformer verband. In seiner Amtszeit nahm die Schule als eines der ersten Frankfurter Gymnasien auch Mädchen auf. Nach der nationalsozialistischen Machtergreifung widersetzte sich Majer-Leonhard der Gleichschaltung. Wegen „Judenfreundlichkeit“ sowie wegen der Aufführung einer Schuloper von Paul Hindemith versetzte die Schulbehörde ihn 1933 an das Reformgymnasium in Höchst und 1937 zwangsweise in den Ruhestand. Auch war Majer-Leonhards Frau Emma Jüdin; sie nahm sich 1937 das Leben.
Danach unternahm Majer-Leonhard ausgedehnte Studienreisen und wirkte zeitweise an den Hermann-Lietz-Schulen auf Spiekeroog und in Schloss Bieberstein. Nach Kriegsende wiederbegründete er 1945 die Taunusschule in Königstein im Taunus, die er bis zu seiner Pensionierung 1957 leitete.
Am 30. Mai 1959 erhielt er das Bundesverdienstkreuz 1. Klasse. Die Verehrung für den Königsteiner Schuldirektor Ernst Majer-Leonhard als Lehrer aus Leidenschaft sowie „Humanist und Pädagoge aus Leidenschaft“ wirkte lange nach: 1995 schuf die rheinland-pfälzische Künstlerin Eike Stielow eine lebensgroße Bronzeskulptur, die 1996 am Standort der ehemaligen Schule am Klärchenweg aufgestellt wurde. Die Inschrift lautet: „Dr. Ernst Majer-Leonhard 1889 - 1966 / Begründer des Gymnasiums an Klärchenweg / Humanist und Pädagoge aus Leidenschaft / Eine Stiftung ehemaliger Schüler“. Die dargestellte Haltung Majer-Leonhards soll das „heimliche Programm“ der Schule nach 1945 symbolisieren: „Die (Latein-) Bücher im festen Griff, der gerade Blick, der feste Stand sowie die rhetorische Geste und der wehende Mantel drücken die Leitvorstellungen seiner Bildungsziele aus.“
Majer-Leonhard liegt – zusammen mit seiner Frau Emma und seiner Tochter Anneliese – auf dem Frankfurter Hauptfriedhof begraben.

## Familie
Ernst Majer-Leonhard war Sohn des Frankfurter Industriellen Johann Friedrich Majer-Leonhard (1853–1925) und dessen Ehefrau Emma geb. Koch; sein Bruder war der Frankfurter Jurist und Genealoge Hans Majer-Leonhard, sein Sohn der Theologe und NS-Verfolgte Fritz Majer-Leonhard (1915–1995).

## Schriften
- Agrammatoi in Aegyto qui Litteras Sciverint Qui Nesciverint Ex Papyris Graecis Quantum Fieri Potest Exploratur puis prima Seorsum Expressa, Diekmann, Francofurti ad Moenum 1913.[10] („scripsit Ernestus Majer-Leonhard“)
- Deutsches Schul-Theater. In: Zeitschrift für Deutschkunde, 2, 1921, S. 346–348.[11]
- Cissarz als Architekt. In: Moderne Bauformen. Monatshefte für Architektur und Raumkunst, 1923, S. 208–217.[12]
- Das Jugendliche im platonischen Phaidon. Antrittsrede bei der Einführung als Direktor des Lessing-Gymnasiums zu Frankfurt a. M. am 17. April 1926. Englert & Schlosser, Frankfurt am Main 1926.[13]
- Ein Lesebuch in Einzelheiten. Jugend und Bühne. In: Zeitschrift für Deutschkunde, 4, 1926, S. 307–308.[14]
- Unterricht im Schullandheim. Auf der Oberstufe der höheren Schule. In: Das Schullandheim. Beltz, Langensalza 1926, S. 77–83.[15]
- Die Kunst im Gymnasium. In: Musikpädagogische Gegenwartsfragen. Verlag von Quelle & Meyer, Leipzig 1928, S. 200–205.[16]
- Kitsch und Kunst. 2 Stunden im Kunstlehrgang. In: Musikpädagogische Gegenwartsfragen. Verlag von Quelle & Meyer, Leipzig 1928, S. 206–208.[17]
- Kunsterziehung. In: Wesen und Wege der Schulreform. Weidmann, Berlin 1930, S. 202–210.[18]
- Fünfzig Jahre Laienspiel der Jugend, Hrsg. Bund der Freunde des städtischen Realgymnasiums Königstein im Taunus e. V., Lutzeyer, Frankfurt am Main 1957.[19]
- 1946–1957. In: Taunusschule Gymnasium Königstein/Ts. Einweihung des Neubaus am 22. September 1962. Zusammengestellt von StR Dr. Seiler. Druck Ludwig Oehms, Frankfurt am Main o. J. (1962), S. 20–27.